# Petasites fominii
Petasites fominii là một loài thực vật có hoa trong họ Cúc. Loài này được Bordz. miêu tả khoa học đầu tiên năm 1915.